# Armigeres yunnanensis
Armigeres yunnanensis är en tvåvingeart som beskrevs av Dong, Zhou och Zhiming Dong 1995. Armigeres yunnanensis ingår i släktet Armigeres och familjen stickmyggor.
Artens utbredningsområde är Yunnan (Kina). Inga underarter finns listade i Catalogue of Life.